# Abtei Thelema

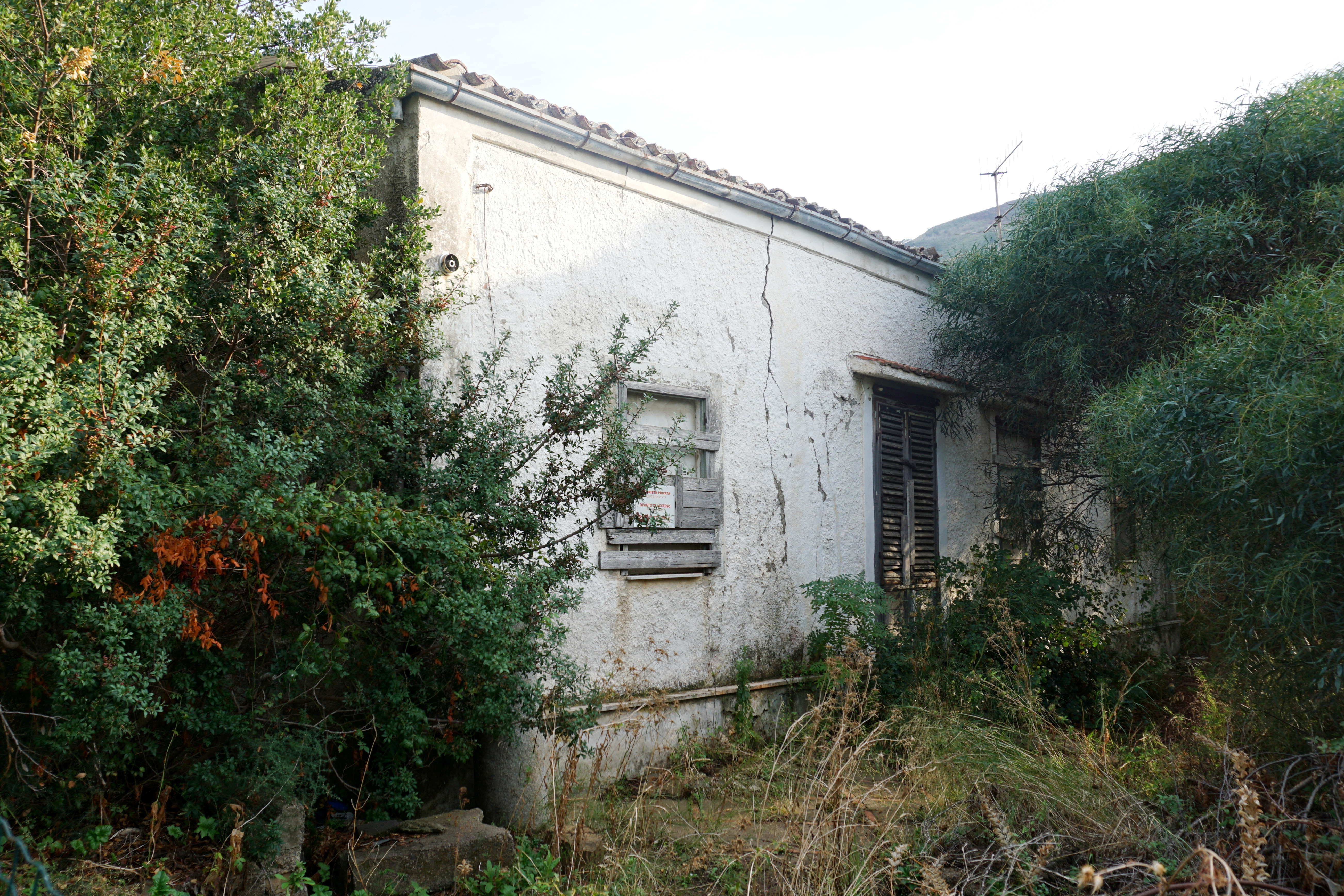
Die Abtei Thelema, 2017

Die Abtei Thelema (auch: Abtei von Thelema, engl. Abbey of Thelema) war eine magisch-religiöse Gemeinschaft, die von dem britischen Okkultisten Aleister Crowley 1920 nahe der sizilianischen Stadt Cefalù gegründet wurde. 
Der Name ist dem Roman Gargantua und Pantagruel von  François Rabelais (1494–1553) entlehnt. Rabelais beschreibt darin unter anderem, wie der Riese Gargantua die Abtei Thélème bauen lässt, die das Gegenstück zu einem gewöhnlichen Kloster darstellt: In ihr leben Männer und Frauen gemeinsam einzig ihrem Willen gemäß nach der einzigen Regel, keine Regel zu haben. Indem alles erlaubt ist, kann jeder zu jeder Zeit tun und lassen, was er will. Crowleys Devise des neuen Zeitalters lautete analog: „Tu, was du willst“. Auch die Bezeichnung Thelema für die von Crowley begründete neureligiöse Bewegung leitet sich davon ab.

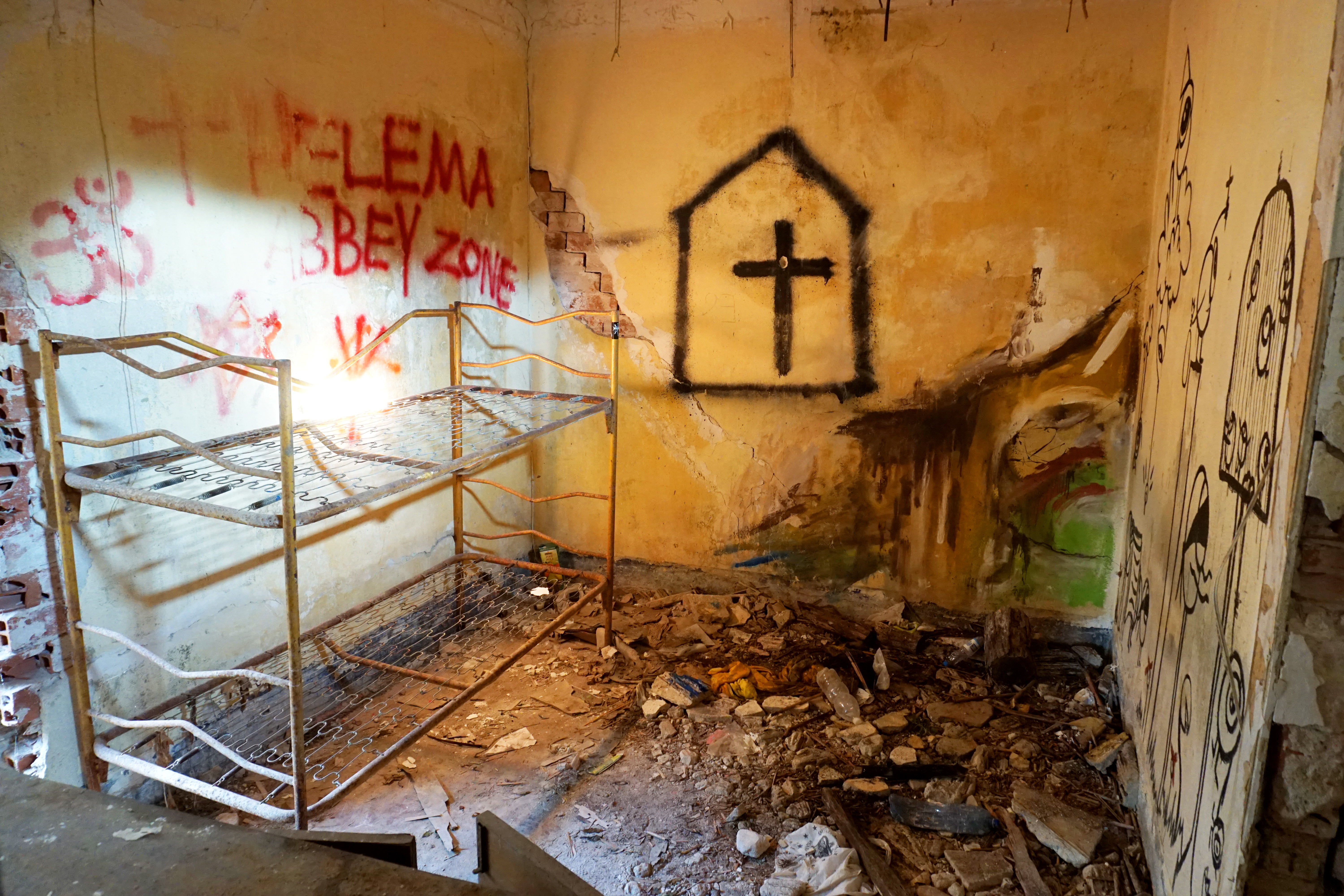
Im Inneren der Abtei Thelema, 2017

Crowley richtete zusammen mit seiner aktuellen Partnerin Leah Hirsig und weiteren Anhängern seine „Abtei Thelema“ in einem Bauernhaus ein, das in den Hügeln unweit der kleinen Hafenstadt Cefalù lag. An diesem Ort sollte ein spirituelles Zentrum entstehen, ein Collegium ad spiritum sanctum. Drei Jahre lang lebten Crowley und seine Anhänger hier nach selbstauferlegten Regeln. In dieser Zeit wurde die Gemeinschaft auch von vielen Gästen besucht, die sich für Crowleys magisch-rituelle Praktiken interessierten. Die Finanzierung des Projekts und das Zusammenleben in dem Landhaus gestalteten sich jedoch schwierig. Zudem erweckten die Rituale und der Drogenkonsum das Misstrauen der Einheimischen und schließlich auch der Behörden. Als 1923 der britische Student Raoul Loveday, einer der Gäste der „Abtei“, verstarb, wurde Aleister Crowley von der italienischen Regierung des Landes verwiesen. Die Kommune wurde noch von wenigen „Thelemiten“ eine Zeit lang weitergeführt, doch führte die Abwesenheit Crowleys bald zur Aufgabe des Projekts.
Am 6. August 2010 wurde das zu der Zeit leerstehende Gebäude mit den teilweise noch erhaltenen von Crowley angefertigte Fresken in The Times für 1,2 Millionen Pfund zum Verkauf angeboten. Als mögliche Nutzung schlug der Makler die Errichtung eines Museums für Aleister Crowley und die Geschichte der Abtei vor.